# راکی بالبوآ
رابرت "راکی" بالبوآ (به انگلیسی Robert "Rocky" Balboa, Sr.) نام شخصیت اول سری فیلم‌های موفق راکی می‌باشد که نقش آن را سیلوستر استالونه بازی می‌کند.

## فیلم
- راکی
- راکی ۲
- راکی ۳
- راکی ۴
- راکی ۵
- راکی بالبوآ
- کرید
- کرید ۲
- کرید ۳

## بازی ویدئویی
- راکی
- افسانه راکی
- راکی بالبوآ